# 티모테 응게상
티모테 응게상(프랑스어: Timothey N'Guessan, 1992년 9월 18일~)은 프랑스의 핸드볼 선수로 포지션은 레프트백이다. 현재 스페인 리가 아소발의 FC 바르셀로나 소속으로 뛰고 있다. 프랑스 국가대표팀 소속으로 2020년 하계 올림픽에서 금메달, 2016년 하계 올림픽에서 은메달을 획득했으며 세계 선수권 대회에서 1회 우승을 차지했다.